# Сеизмотектоника
Сеизмотектоника је научна дисциплина која проучава везе између земљотреса, активне тектонике и индивидуалних раседа у некој регији. Труди се да разуме који су раседи одговорни за сеизмичку активност у неком подручју, анализирајући регионалну тектонику, скорашње инструментално регистроване догађаје, историјске податке о потресима и геоморфолошке услове. Ови подаци се затим могу користити за квантификацију сеизмичког хазарда неке области.

## Методологија
Сеизмотектонске анализе неког подручја захтевају интеграцију великог броја засебних података о истраживаном подручју.

### Регионална тектоника
Регионална тектоника подручја истражује се на основу геолошких карата, публикација о геолошкој структури и профила добијених рефлективном сеизмичком методом и, ако је могуће, на основу других геофизичких података.
Да би се одредио сеизмички хазард неког подручја, неопходно је, не само познавати локације потенцијално активних раседа, већ и оријентацију поља стреса. Оријентација поља стреса се изводи на основу података о земљотресима, геофизичким каротажним мерењима, директним мерењима стреса и анализа геолошки младих мрежа раседа. Пројекат World Stress Map је користан за онлајн компилацију таквих резултата.

### Земљотреси

#### Инструментално регистровани догађаји
Од почетка 20. века, могуће је помоћу сеизмометара добити довољан број информација за одређивање тачне локације, дубине хипоцентра и магнитуде земљотреса. У случају одређивања раседа на коме је дошло до кретања приликом земљотреса, не постоји јасна површ раседања. Одређивањем локације афтершокова могуће је доста добро одредити пружање раседа.
Последњих тридесет година, фокални механизам потреса израчунава се рутински на основу телесеизмичких података. Каталози прорачунатих фокалних механизама су сада доступни на интернету, а један од њих је каталог NEIC. Пошто фокални механизми одређују две оријентације потенцијално активних раседа, за интерпретацију механизма индивидуалног догађаја неопходно је постојање још неких података. Иако су доступни само у одређеном периоду времена, у подручјима умерене до јаке сеизмичности постоји вероватно довољан број података за карактеризацију сеизмичности подручја.

#### Историјски подаци
Да би се разумела дугорочна сеизмичност неког подручја потребно је поседовати податке о догођеним земљотресима пре ере инструменталног регистровања. За то је неопходно проучавање историјских података због њихове поузданости. У највећем броју случајева, све што се може извести је локација и магнитуда потреса. Ипак, ови подаци су потребни за допуну инструментално регистрованих потреса, посебно у подручјима са релативно слабом сеизмичношћу или у подручјима где је повратни период јаких земљотреса дужи од 100 година.

### Теренска истраживања
Информације о времену догађања и магнитуде сеизмичких догађаја који су се догодили пре инструменталних мерења, могу се добити истраживањима на раседима за које се сматра да су сеизмички активни, и проучавањем скорашњих седиментних секвенци, као што су сеизмити или наноси цунамија, што би могло да укаже на сеизмичку активност.

### Геоморфологија
Сеизмички активни раседи имају директан утицај на геоморфолошке карактеристике одређеног подручја. Због тога се директно могу регистровати активне структуре које раније нису биле познате. У неким случајевима ове опсервације могу бити квантификоване, што помаже у одређивању повратног периода јаких земљотреса.